# IKa
IKa（イカ）は、日本の漫画家。愛知県出身、東京都葛飾区在住。主にゲーム関連の4コマ漫画を執筆している。別名、羽田いかお（はねだ いかお）。
1992年頃同人活動を開始。ゲーム好きが高じ、メガドライブ関連の同人誌などを手掛ける。2000年頃より商業誌にて仕事をするようになり、現在は『P.S.すりーさん』等、ゲーム関連の漫画を中心に活動中。もともと等身が低い、または自身の絵柄に合わせて等身を下げた「女子」、あるいは「女児」を扱った作品を多く手掛ける。萌系の絵柄ではあるが、展開は「コマが余ったので」とオチと関係ないキャラを出すなど、むしろ不条理系に近い。「自分より絵のうまい人は周りにたくさんいるので、ネタで勝負」ということから現在の作風となったと、自ブログのプロフィールにて語っている。

## 商業作品
- ぽやぽやちゅーりっぷ（Webカラフル萬福星）（2000年～2001年）
- レゲーさん（ゲームサイド）（2010年5月23日 マンガごっちゃ）※『P.S.すりーさん』単行本に併録。
- P.S.すりーさん（ゲームサイド） （2010年5月23日 マンガごっちゃ）
  - P.S.すりーさん 以前（2010年6月8日 ）
  - P.S.すりーさん ADV.（ホビレコード製作ブログ）
  - P.S.すりーさん ふぉーゆー（2014年2月22日 マンガごっちゃ）
- えすえぬ家の人々（月刊アルカディア）（2010年～2012年）
- かくげいぶ! （月刊アルカディア）（2012年4月～2014年）
- 迷探偵ねお子&ぢお子（月刊アルカディア）※『えすえぬ家の人々』『かくげいぶ!』単行本に併録。
- 普通のオタ道。（ホビレコード製作ブログ）
- コンテンつくるぶ!（ポケリブ）

## PR用キャラクターデザイン
- アミューズフォレスト秋田（秋田のサブカルチャー関連イベントの企画会社。秋田県の名産品「ひめたけ」、「ふきのとう」、「じゅんさい」をモチーフとした、萌え擬人化名産品キャラのデザインを担当。リンク）

## 作者ブログにて公開されているパロディ作品
（）内は元ネタ。
- ありあん（ARIA）
- ひめこのひ（ぱにぽに）
- 光速の以下略ライトニングさん（ファイナルファンタジーXIII）
- 元祖西遊記アイドルマスター大冒険（THE IDOLM@STER）
- 世界樹の迷宮ぐみ（世界樹の迷宮シリーズ）
- レイトン4コマ（レイトン教授シリーズ）
- ごはんだよ!セブンスドラゴン（セブンスドラゴンシリーズ）
- 這いよれ! ニャル子さん4コマ（這いよれ! ニャル子さん）
- メガドラ部長りるなちゃん（セガ　メガドライブなど、ゲーム関連ネタ。初出は"羽田いかお"名義） - エンターブレインより商業単行本刊行

など。

## 漫画以外の活動
- 羽田いかお名義で、Webラジオ「D'z PARADISE」にて、時々アシスタントを務めている。P.S.すりーさんの販促ラジオでも作者「IKa」の立場ではあるが、流暢な語りを聞くことができる。